# Western Fleet
La Western Fleet (in inglese: Flotta Occidentale) britannica è stata una flotta della Royal Navy attiva tra il 1967 ed il 1971.
Nacque dalla fusione della Home Fleet e della Mediterranean Fleet divenendo responsabile delle operazioni nelle acque del Regno Unito, nell'Atlantico settentrionale e meridionale nonché nel Mar Mediterraneo. La Western Fleet ebbe quindi il comando di tutte le operazioni "ad ovest di Suez"
Il quartier generale della flotta venne fissato nella base di Northwood, nel Middlesex. Il Comandante in Capo della flotta occidentale (abbreviato in CINC WF) venne investito anche della carica NATO di Comandante in capo del Comando Alleato del Canale. Il primo comandante di questa forza NATO fu l'ammiraglio Arthur John Power, già comandante in capo di Portsmouth, che venne designato nel febbraio 1952. Nel 1966 venne deciso che lo stesso comandante avrebbe diretto anche il Comando dell'Atlantico orientale della NATO. Come conseguenza di questa scelta i vari comandi vennero riunificati a Northwood.
Comparata a quella delle altre flotte della Royal Navy l'esistenza della Western Fleet fu abbastanza breve, venendo unita nel 1971 con la Eastern Fleet formando un unico comando di Flotta per tutta la marina britannica, conosciuto come Comando di Flotta o FLEET.

## Comandanti in Capo
- Ammiraglio John Bush 1967-1970
- Ammiraglio William O'Brien 1970-1971
- Ammiraglio Edward Ashmore 1971